# Stettiner Oderwerke

Aktie über 1000 RM der Stettiner Oderwerke AG für Schiff- und Maschinenbau vom 5. Dezember 1932

Die Stettiner Oderwerke Aktiengesellschaft für Schiff- und Maschinenbau waren eine Werft in Stettin. Das 1903 gegründete Unternehmen wurde 1961 liquidiert.

## Geschichte

### Möller & Holberg, Oderwerke
Die 1872 in Berlin gegründete Stettiner Maschinenbau-Anstalt und Schiffsbauwerft-Actien-Gesellschaft (vormals Möller & Holberg) ging 1894 in Konkurs. Als Neugründung entstand hieraus Ende der 1890er Jahre die Oderwerke Maschinenfabrik und Schiffsbauwerft AG in Grabow bei Stettin. (Grabow wurde im Jahr 1900 zusammen mit anderen Vororten nach Stettin eingemeindet.) Trotz der wirtschaftlichen Schwierigkeiten lief 1899 mit dem Frachter Mottlau, der an die Danziger Reederei geliefert wurde, bereits der 500. Neubau des Unternehmens vom Stapel. Dennoch ging die Firma 1901 erneut in Konkurs.

### Stettiner Oderwerke

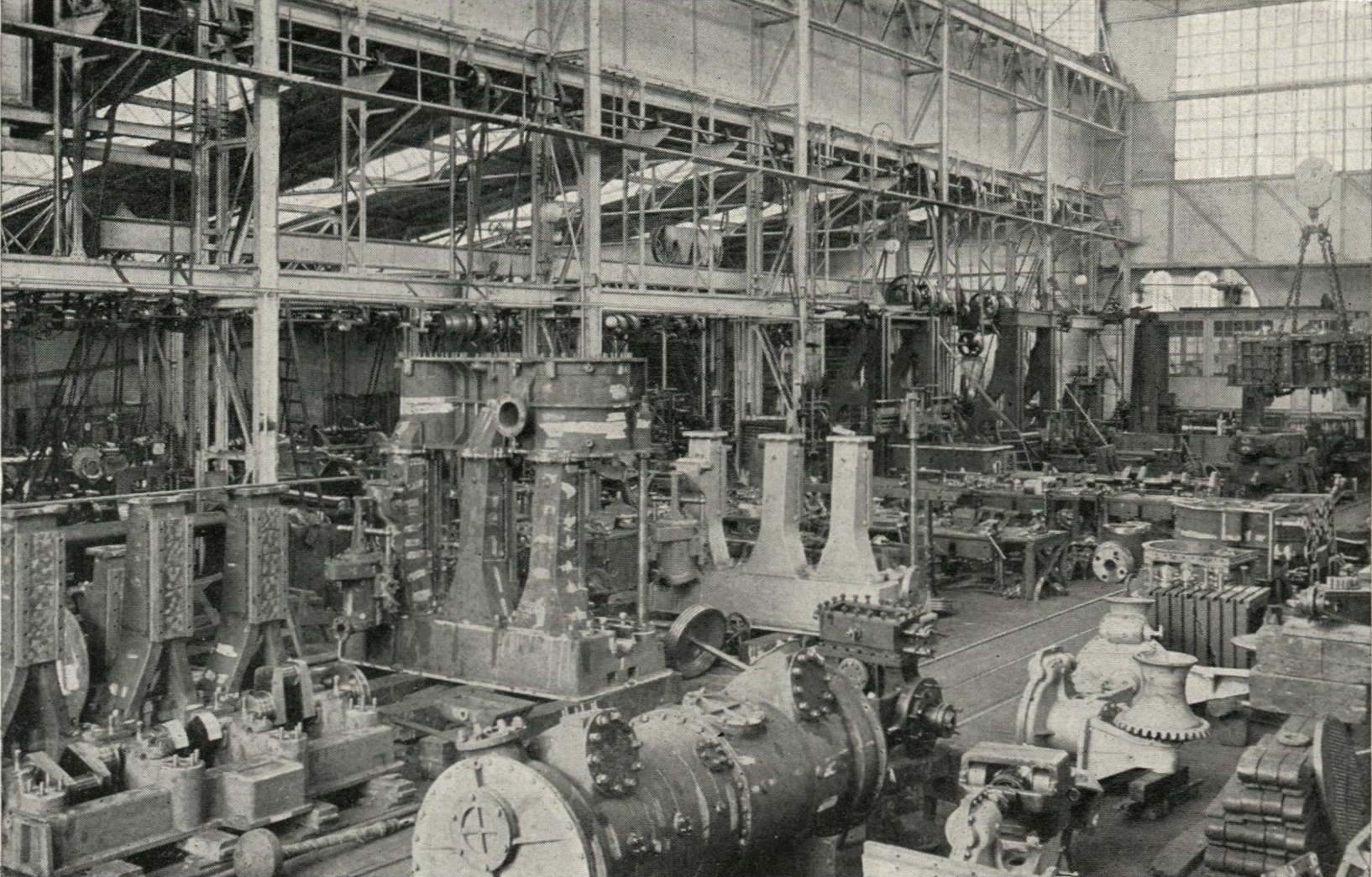
Stettiner Oderwerke: Maschinenbauwerkstatt (undatierte Fotografie)

Am 28. Januar 1903 wurde als Nachfolger die Stettiner Oderwerke Aktiengesellschaft für Schiff- und Maschinenbau gegründet. Die Firma baute kleinere Flussschiffe und Ausflugsdampfer für den Einsatz auf Elbe und Oder, Schiffe für den Seebäderdienst nach Ostpreußen, Schlepper und Seebagger. Während des Zweiten Weltkriegs produzierten die Oderwerke zwei U-Boote des Typs VII C; U 821 und U 822. Zwei weitere U-Boote waren vorgesehen (U 823 und U 824), jedoch wurden die Bauarbeiten 1943 unterbrochen und der Auftrag im Juli 1944 storniert.
Nach dem Ende des Zweiten Weltkriegs verfügte die Sowjetische Militäradministration in Deutschland die Demontage des Betriebes. Der Firmensitz wurde 1949 zunächst nach Lübeck und im Jahr darauf nach Köln verlegt. Der Standort Köln resultierte aus der Tatsache, dass kurz vor Ende des Krieges Material und Inventar mit einem Fährschiff der Reichsbahn auf Binnen-Wasserstraßen zum Rhein gebracht wurden und der Transport in Köln steckenblieb. Nach zwei noch ausgeführten Aufträgen wurde im Jahr 1954 ein Vergleichsverfahren beantragt und die Firma in „Hansa“ Stahl- und Schiffbau umbenannt. Auch dieses Unternehmen konnte sich nicht halten und musste 1961 liquidiert werden.

## Schiffbau
Bis zum Beginn des Ersten Weltkriegs wurden 154 Schiffe gebaut. In den 1930er Jahren hatten die Oderwerke 3.600 Beschäftigte. Herausragend sind die während dieser Zeit gebauten Eisbrecher, von denen zwei (Stettin und Wal) als Museumsschiffe erhalten sind. Während des Zweiten Weltkriegs lieferte die Werft an die Kriegsmarine die beiden Typ VII C-U-Boote U 821 und U 822 (U 823 und U 824 wurden nicht vollendet) sowie 25 Minensuchboote der Typen Minensuchboot 1935 und Minensuchboot 1940.

## Galerie

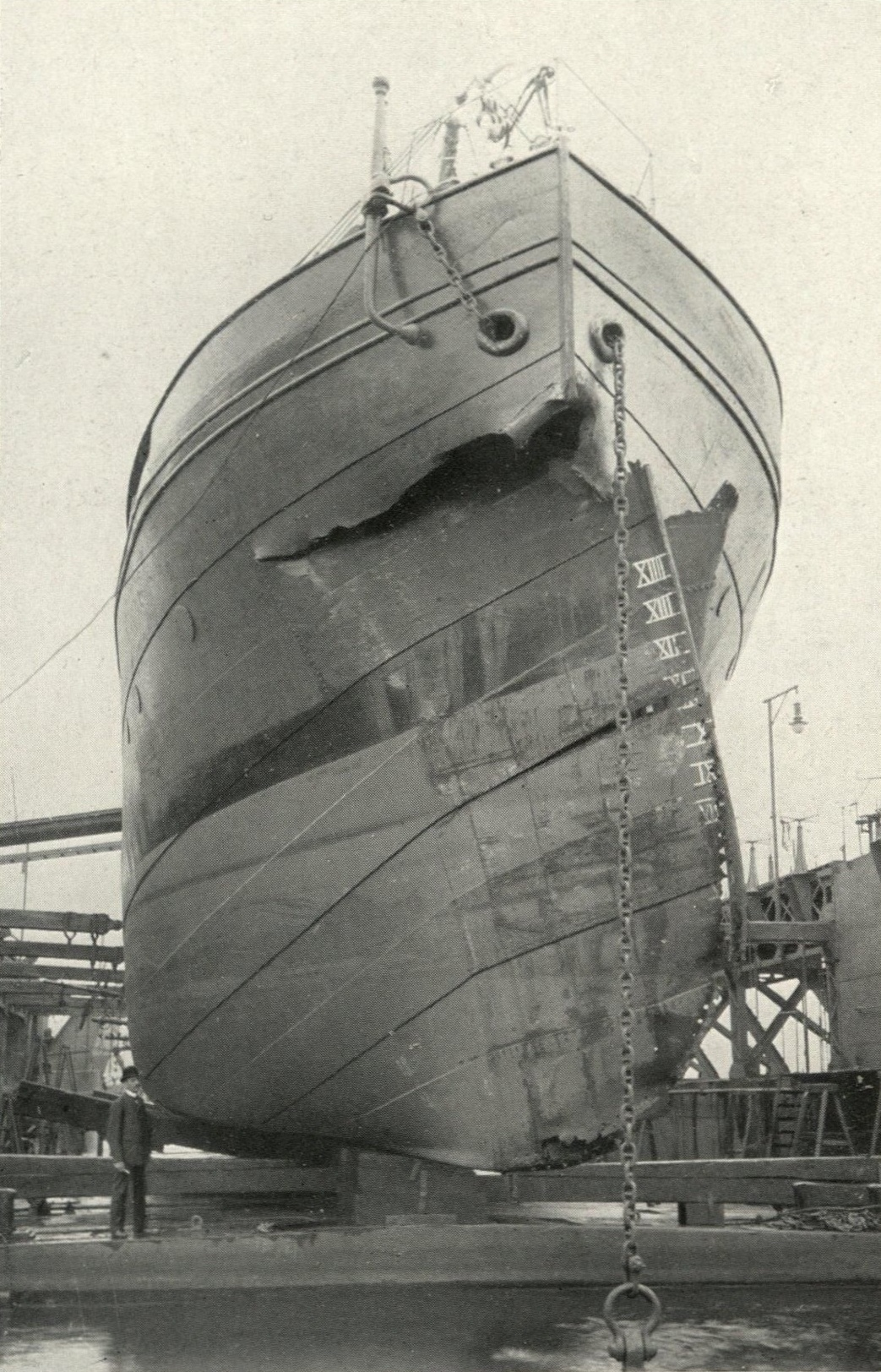
Reparatur des Dampfers Ludwig
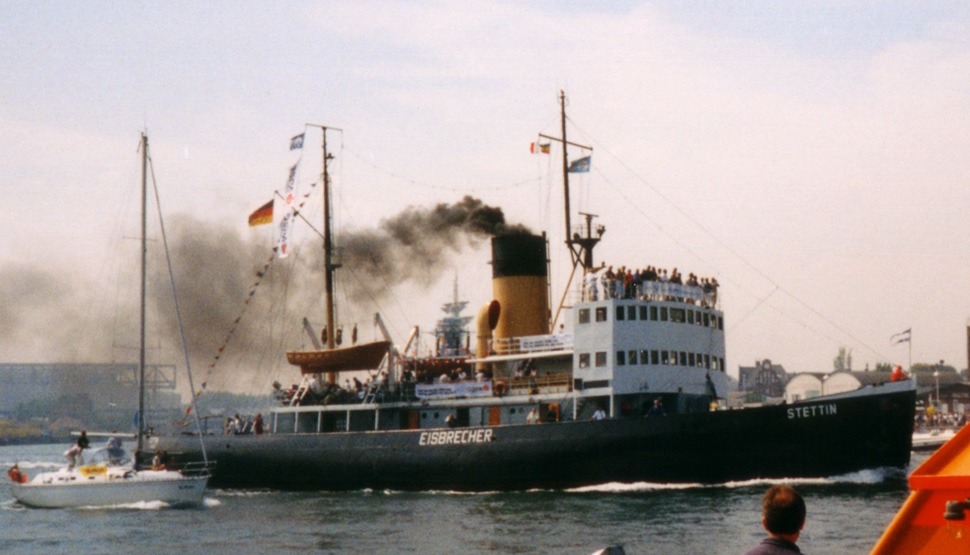
Dampf-Eisbrecher Stettin, 1933 gebaut, Museumsschiff in Hamburg
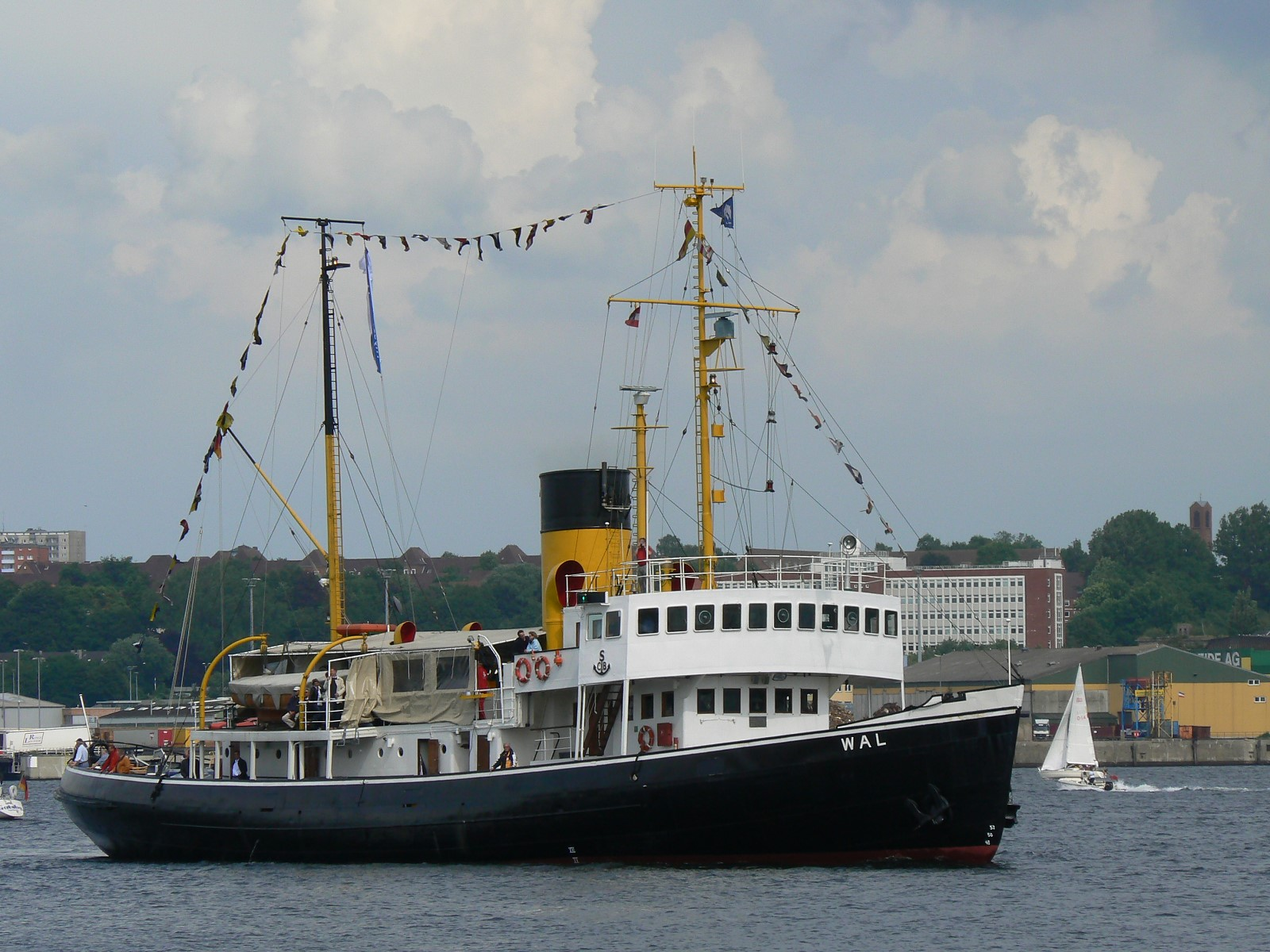
Dampf-Eisbrecher Wal von 1938, Museumsschiff in Bremerhaven
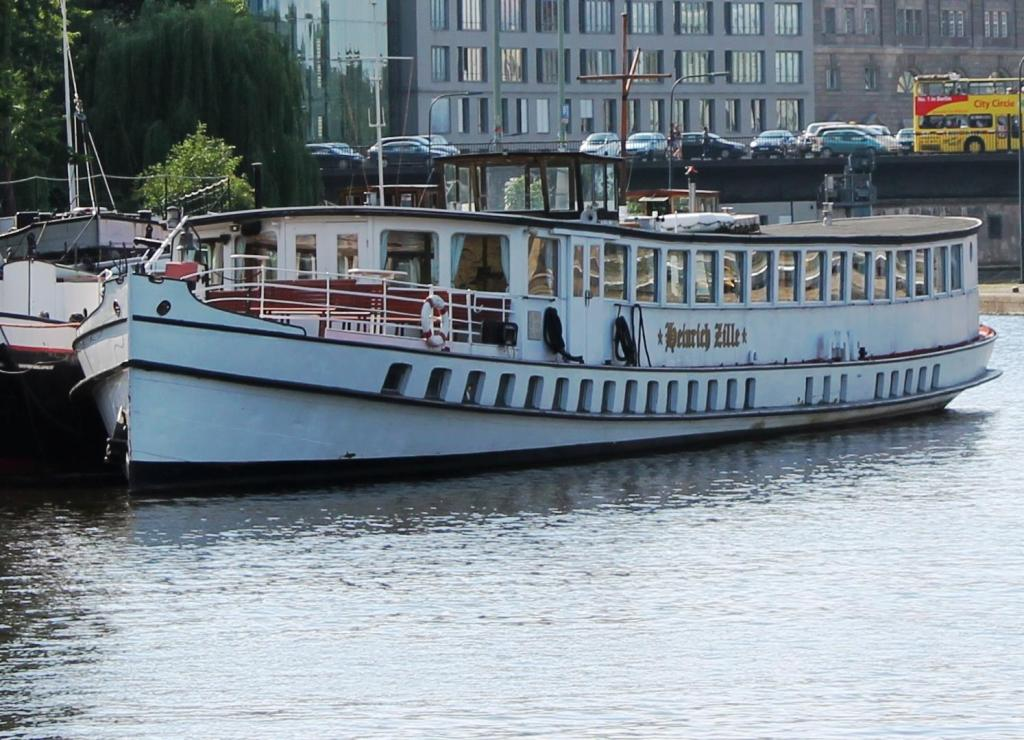
Museumsschiff Heinrich Zille in Berlin
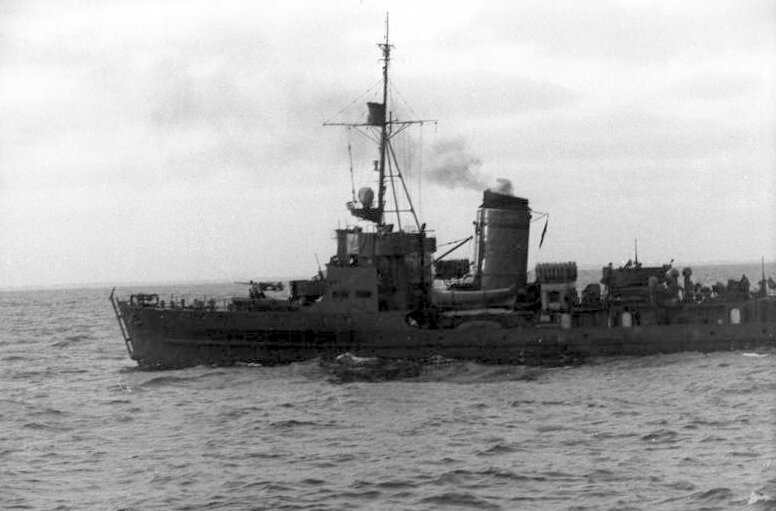
Minensuchboot vom Typ 1940